# Tohmajärvi
Tohmajärvi est une municipalité de l'Est de la Finlande. Elle fait partie de la province de Finlande orientale et de la région de Carélie du Nord.

## Géographie
Elle est l'une des 21 communes finlandaises à avoir une frontière avec la Russie. Le poste-frontière de Niirala est le point de passage terrestre le plus oriental de l'Union européenne, et le deuxième poste frontière routier Finlande-Russie le plus important après Vaalimaa. Il marque l'extrémité de la Route bleue, un itinéraire touristique venant de Norvège.
La commune est typique de la Carélie : relief haché sans jamais être élevé, zones agricoles réduites et omniprésence de la forêt. La commune marque la bordure orientale de la région des lacs.
Les municipalités voisines sont Kitee au sud (20 km de centre à centre), Rääkkylä à l'ouest, Pyhäselkä au nord-ouest et Joensuu au nord (56 km du centre-ville). Le centre administratif est situé à 103 km de Savonlinna, 300 km de Petrozavodsk, 350 km de Saint-Pétersbourg et 415 km d'Helsinki.
Tohmajärvi est l'extrémité de la route nationale 9.

## Histoire
En 1593, Tohmajärvi devient une chapelle de la paroisse orthodoxe d'Ilomantsi. Peu après, en 1653, elle devient également une paroisse luthérienne. Comme souvent en Carélie, les deux églises ont continué à exister séparément jusqu'à aujourd'hui. La commune est créée en 1869.
L'industrialisation touche très partiellement la commune. Un centre industriel localisé émerge à Värtsilä dès 1834 et l'ouverture d'une première scierie, suivie quelques années plus tard par deux hauts-fourneaux. C'est là qu'est née la compagnie Wärtsilä, aujourd'hui l'un des principaux constructeurs mondiaux de moteurs de bateaux.
La commune de Värtsilä est séparée de Tohmajärvi en 1920. À la fin de la guerre de Continuation, une petite partie de Tohmajärvi et 2/3 de Värtsilä sont annexés par l'URSS, incluant la principale zone industrielle. Värtsilä survit néanmoins comme une commune résiduelle jusqu'en 2005 où elle est finalement rattachée à Tohmajärvi.
La situation économique reste difficile, le chômage flirtant toujours avec la barre des 20 %.

## Démographie
Depuis 1980, la démographie de Tohmajärvi a évolué comme suit, :
| Année      | 1980  | 1985  | 1990  | 1995  | 2000  | 2005  |
| ---------- | ----- | ----- | ----- | ----- | ----- | ----- |
| population | 7 151 | 7 005 | 6 666 | 6 378 | 5 873 | 5 446 |

| Année      | 2010  | 2015  | 2020  |
| ---------- | ----- | ----- | ----- |
| population | 5 008 | 4 738 | 4 364 |

## Politique et administration

### Conseil municipal
Les sièges des 27 conseillers municipaux sont répartis comme suit:
| Parti     | Parti                              | Sièges 2021–2025 |
| --------- | ---------------------------------- | ---------------- |
|           | Parti social-démocrate de Finlande | 7                |
|           | Vrais Finlandais                   | 2                |
|           | Parti de la Coalition nationale    | 4                |
|           | Parti du centre                    | 10               |
|           | Chrétiens-démocrates               | 1                |
|           | Mouvement maintenant               | 3                |
| Sources : |                                    |                  |

## Personnalités
Tohmajärvi est la commune de naissance de l'ancienne skieuse de fond Siiri Rantanen ainsi que de la chanteuse Katri Helena et l'écrivain et journaliste Algot Untola.
- Alexander Järnefelt, combattant finlandais, sénateur
- Karl Lennart Oesch, lieutenant général
- Seppo Räty, lanceur de javelot